# Garrett Birkhoff
Garrett Birkhoff   (Princeton, 19 de gener de 1911 - Water Mill, 22 de novembre de 1996) va ser un matemàtic estatunidenc.

## Vida i Obra
Fill del conegut matemàtic George Birkhoff, va ser educat a casa fins a vuit anys abans d'anar a l'escola primària. Després d'un any fent esports, va entrar a la Browne and Nichols School per cursar els estudis secundaris i, en acabar-los, va estar un any intern a Lake Placid fent esquí. El 1928 va començar els estudis universitaris de matemàtiques a la universitat Harvard, on el seu pare era professor i en la qual es va graduar el 1932. El curs següent va anar a la universitat de Cambridge amb una beca, per estudiar teoria de grups amb Philip Hall. Els anys següents va ser membre de la Harvard Society of Fellows fins que el 1936 va ser nomenat professor de la universitat Harvard en la qual es va retirar el 1981.
Birkhoff es va interessar en molts diferents camps de la matemàtica, tan pura com aplicada, però és recordat, sobre tot, pels seus treballs en àlgebra, especialment en teoria de reticles. Els seus llibres Lattice Theory (1940) i A Survey of Modern Algebra (1941), escrit conjuntament amb Saunders Mac Lane, es van convertir en autèntics clàssics de la matèria.
El seu interès per les matemàtiques aplicades es va desenvolupar durant la Segona Guerra Mundial, mentre assessorava els laboratoris militars. I va continuar amb els treballs d'assessorament que va fer per diverses empreses americanes com Westinghouse, General Motors, Rand Corporation o Bettis Laboratory.